# Plasticost
I Plasticost, originariamente conosciuti come Plastic Host e poi Pla'sticost, furono un gruppo musicale new wave di inizio anni '80.

## Discografia

### Album
- 1988 - Pesce Naso
- 1998 - Cerone 2000

### Singoli ed EP
- 1983 - Pla'sticost
- 1987 - Evviva Evviva

### Greatest Hits
- 2014 - Canzoni Dada, 1981-1985

### Compilazioni
- 1983 - Rockgarage Compilation Vol.1  - con il brano Notte inquisitoria
- 1984 - Rockgarage Compilation Vol.4  - con il brano Panorama
- 1985 - In The World of Faith Fear  - con il brano Interno Di Cucina Con Automobile
- 1985 - L'Italia Taglia  - con il brano L'Essenza dei '60
- 1987 - Insane Music for Insane People Vol. 21  - con il brano Dowa Corre Il Puma
- 1987 - Amnesty International P.E.A.C.E. Benefit Compilation  - con il brano Canzone Dada
- 1987 - Montecio Rock - Venale Vinile  - con il brano Panorama
- 1990 - Union  - con il brano Vecchio Frac
- 1992 - Punto Zero Numero 7  - con il brano Fuori I Mercanti Da Questa Città
- 1998 - Stivale Delle 7 Note  - con il brano Massima Fuga In Tuco
- 2005 - A Tribute To Some Bizarre Vol. 10  - con il brano Dada
- 2011 - UnoTV Compilation 2010  - con il brano Motoradio
- 2013 - Noi Conquisteremo La Luna  - con il brano Canzone Dada
- 2018 - 391 | Vol.6 Veneto - Voyage Through The Deep 80s Underground In Italy  - con il brano Volga Di Paglia
- 2020 -  F/Ear This!  - con il brano Orchestra rincorre carro funebre in discesa, senza freni